# 拉马-代佩利尼
拉马-代佩利尼是意大利阿布鲁佐大区基耶蒂省的一个镇，总面积31平方公里，人口1427人，人口密度46.0人/平方公里（2009年）。ISTAT代码为069045。